# John Maxwell (general)
 For alternative betydninger, se John Maxwell. (Se også artikler, som begynder med John Maxwell)
General Sir John Grenfell Maxwell GCB, KCMG, CVO, DSO, PC (11. juli 1859 – 21. februar 1929) var en britisk officer og koloniguvernør. Han gjorde tjeneste i Mahdikrigen i Sudan, Boerkrigen og 1. Verdenskrig, men han er mest kendt for at have beordret henrettelsen af lederne af Påskeopstanden 1916 i Irland. Han tog sin afsked i 1922.

## Tidlige år
Maxwell blev født i Aigburth ved Liverpool den 11. juli 1859 i en familie af skotsk protestantisk oprindelse. Han blev skolet på Cheltenham College, studerede på Royal Military Academy Sandhurst fra 1878, og blev officer i 42nd foot (Royal Highlanders) i 1879.

## Militær karriere
I 1882 var Maxwell med i Garnet Wolseleys ekspeditionsstyrke til Egypten. Han blev forfremmet til kaptajn og gjorde tjeneste i den berømte Black Watch i den britisk-egyptiske krig i 1882. For sin indsats under stormen på rebellernes befæstninger ved Tel-El-Kabir fik han sin første udmærkelse, medalje og Khedivens stjerne. Han blev første gang omtalt i depecher som assisterende chef for militærpolitiet og lejrkommandant under nilekspeditionerne i 1884 og 1885. Han spillede en aktiv rolle i de egyptiske grænsestyrker og vandt en D.S.O ved en træfning ved Giniss. Han var også med i slaget ved Bemazaih i 1888, hvor han blev forfremmet til midlertidig oberstløjtnant. Ved Boerkrigens udbrud i 1900 blev general Maxwell tilkaldt for at overtage kommandoen i Sydafrika og senere blev han militærguvernør i Pretoria. Hvor hans forgængere havde bragt uorden i den britiske ledelse, lykkedes det general Maxwell at skabe orden, og for sin indsats modtog han dronningens og kongens medaljer og blev udnævnt til K.C.B og C.M.G, han blev udnævnt til K.C.M.G efter at have gjort tjeneste i begyndelsen af 1. verdenskrig. Han deltog i slaget ved Omdurman, hvor han anførte 2. brigade. Han ledede personligt marchen mod Khalifas palads. I 1897 blev han udnævnt til guvernør af Nubien og i 1898 blev han guvernør af Omdurman.

## Boerkrigen og 1. verdenskrig
Maxwell gjorde tjeneste i Boerkrigen (1899-1902) hvor han havde kommandoen over 14. brigade under Lord Roberts' march mod Pretoria. Han blev udnævnt til militærguvernør i Pretoria og det vestlige Transvaal i 1900, og fungerede som sådan indtil marts 1902, hvor han afgav posten for at tillade en gradvis udvidelse af det civile styre. Som guvernør beklædte han en vanskelig post "med stor takt og evne ... opnåede tillid og tiltro fra offentligheden", og modtog KCB og CMG for sin indsats. Maxwell gjorde tjeneste ved hærens hovedkvarter i Royal Hospital, Kilmainham fra 1902 til 1904. Han blev kommanderende general for de britiske tropper i Egypten i 1908 og blev derefter overført til Vestfronten under 1. Verdenskrig indtil han vendte tilbage til sin rolle som kommanderende general for de britiske tropper i Egypten i slutningen af 1914, og i den rolle forsvarede han med held Suez-kanalen mod osmanniske angreb.

## Påskeopstanden
Maxwell er bedst kendt for sin kontroversielle håndtering af den irske påskeopstand i 1916. Efter at den var brudt ud den 24. april 1916 blev der erklæret krigsretstilstand i byen og grevskabet Dublin af Lord Lieutenant Lord Wimborne, men den britiske regering tog samtidig skridt til at gøre det muligt at stille folk som brød Defence of the Realm Act (DORA) for en militærdomstol.
Maxwell ankom til Irland fredag den 28. april som militærguvernør med generalfuldmagt under krigsretstilstanden. Efterfølgende gik han i gang med at behandle opstanden ud fra hans opfattelse af krigsret. I løbet af ugen 2. - 9. maj var Maxwell alene ansvarlig for retssager og domfældelser efter krigsretten, hvilket betød domfældelse uden forsvarer, jury og for lukkede døre. Han fik 3.400 personer arresteret, 183 civile blev stillet for retten, 90 af den blev dødsdømt og 15 blev skud mellem den 3. og 12. maj.
Premierminister Minister H.H. Asquith og hans regering blev bekymret over den hast og hemmeligholdelse hvormed tingene foregik og greb ind for at stoppe for flere henrettelser. Især var der bekymringer om at DORA bestemmelserne om almindelig krigsret ikke blev anvendt med 13 dommere, en professionel dommer, advokater og offentlighed, hvilket kunne have forhindret nogle henrettelser. Maxwell medgav i en rapport til Asquith i juni, at fornemmelsen af at lederne blev dræbt med koldt blod uden rettergang havde forårsaget en harme til fordel for oprørerne, og skyldtes forvirring mellem anvendelse af DORA loven i forhold til krigsret (hvilket Maxwell rent faktisk selv havde talt for fra starten). Selv om Asquith lovede at offentliggøre referaterne fra krigsretten, blev de først offentliggjort i 1990'erne.

## Efter 1916
I 1916 blev Maxwell udnævnt til øverstkommanderende for Northern Command i York. Han blev forfremmet til fuld general i juni 1919 og han tog sin afsked i 1922. Han døde den 21. februar 1929 og hans gravsten ligger i krypten under York Minster.

## Gravlæggelse
Den 16. marts 1929 blev Maxwells aske placeret i krypten under York Minster, lige foran alteret. Hans lig blev kremeret i London, men fordi han gjorde tjeneste som general for Northern Command i York, mente man at York var det bedste gravsted for soldaten. Hans aske blev placeret i en urne og urnen blev placeret i en kiste og kisten placeret i en større kiste, der skulle fungere som gravkiste. Hans aske blev ført med tog fra London til York og blev eskorteret af militært personel til York Minster. Kisten med hans aske blev placeret i et hulrum i jorden foran alteret i krypten. Ceremonien blev ledet af The Dean of York. Det var første gang en sådan ceremoni havde fundet sted i York Minster.

## Familie
Maxwell giftede sig i 1892 med Louise Selina Bonynge, datter af Charles Bonynge, og havde en datter.

## Eksterne kilder
- Wikimedia Commons har flere filer relateret til John Maxwell (general)
- Hans introduktion til The New Zealanders in Sinai and Palestine